# Dacia Sandero
Dacia Sandero je automobil koji proizvodi rumunjska tvornica automobila Dacia od 2008. godine. Na tržištima Rusije, Južnoafričke Republike, Meksika i Južne Amerike ovaj automobil je poznat i kao Renault Sandero. Dacia Sandero je bazirana na Dacia Loganu.

## Prva generacija (2008. – 2012.)
Uz nešto kraći međuosovinski razmak od limuzine iz koje proizilazi, Sandero je razvijen u Renaultovom tehnocentru u Parizu, u suradnji s regionalnim inženjerskim centrima u Brazilu i Rumunjskoj. Pokazan je po prvi put 2007. godine na Međunarodnom salonu automobila u Frankfurtu, a napravljen je za brazilsko tržište kao Renaultov model, a u prosincu 2007. godine pojavio se i u Europi.
Brazilski Renault, koji je filijala francuske tvornice, osmislio je novi SUV terenac u rujnu 2008. godine nazvan Dacia Sandero Stepway, desetak mjeseci poslije objave Sandera. Europska verzija je izašla u javnost 7. svibnja 2009. godine na Međunarodnom salonu automobila u Barceloni pod znakom Dacije.

## Druga generacija (2012. – 2020.)
Druga generacija Sandera izašla je 2012. godine na Salonu automobila u Parizu. Čitav prednji dio do zadnjih vrata potpuno je isti kao na Daciji Loganu i Loganu MCV. Godine 2018. redizajniran je zajedno s Dacijom Loganom i zamijenjeni su: prednji branik, maska hladnjaka, pozadina i sijalice u farovima i zadnjim svijetlima, novi četvorokraki volan i osvježena ponuda benzinskih motora.

## Treća generacija (2020.- )
Treća generacija Dacije Sandero i Sandero Stepway lansirana je zajedno s novom Dacijom Logan III, 29. rujna 2020. Automobil se temelji na verziji platforme CMF-B s niskim specifikacijama i predstavljen je 7. rujna 2020.
Novi Sandero dostupan je isključivo s trocilindričnim motorima. Ima 1,0-litreni turbopunjač s 90 KS (91 PS; 67 kW) i mogućnost izbora između 6-stupanjskog ručnog ili CVT-a. Snažnija verzija motora, označena TCe, dobila je 100 KS (101 PS; 75 kW) i 6-stupanjski ručni mjenjač.
Automobili nižih specifikacija dobivaju modularni multimedijski sustav nazvan "Media Control" s podrškom za pametni telefon, dok bolje opremljeni imaju integrirani 8-inčni zaslon osjetljiv na dodir s podrškom za Android Auto i Apple CarPlay.
Opremljen je i s: električnim servo upravljačem, LED svjetlima, sustavom kočenja u nuždi, upozorenjem na mrtvi kut, asistencijom pri parkiranju (s prednjim i stražnjim senzorima, stražnjom kamerom), asistencijom pri kretanju s brda, ulaskom bez ključa, grijanim prednjim sjedalima, automatskom klimom s digitalnim zaslonom, kamerom za vožnju unatrag, električnom parkirnom kočnicom, automatskim brisačima, daljinskim otpuštanjem prtljažnika i električnim staklenim krovnim otvorom kao standardom ili opcijom, ovisno o tržištu. 